# 长柱金丝桃
长柱金丝桃（学名：Hypericum longistylum）为藤黄科金丝桃属下的一个种。